# Ольховка (Выгоничский район)
Ольхо́вка — деревня в Выгоничском районе Брянской области, в составе Орменского сельского поселения. Расположена в 2,5 км к юго-западу от Орменки. Население — 43 человека (2010).

## История
Основана около 1740 года как выселки из села Крупец (Малый), отсюда первоначальное название — Новая слобода Крупец. Бывшее владение Тютчевых, Безобразовых, в XIX веке — Васильчиковых, фон Дезена. Входила в приход села Малый Крупец.
Первоначально входила в Брянский уезд; с последней четверти XVIII века до 1924 года в Трубчевском уезде (с 1861 — в составе Красносельской волости, с 1910 в Малфинской волости; в 1918—1919 входила во временно образованную Никольскую волость).
В 1924—1929 в Жирятинской волости Бежицкого уезда; с 1929 в Выгоничском районе, а в период его временного расформирования (1932—1939, 1963—1977) — в Брянском районе.
До 1965 года — усадьба колхоза «Новый путь», позднее отделение совхоза «Орменский».